# Martirologio Romano
Il Martirologio Romano è un libro liturgico e costituisce la base dei calendari liturgici che ogni anno determinano le feste religiose del cattolicesimo. L'edizione originale fu fatta pubblicare da papa Gregorio XIII nel 1583.

## Storia
Nei primi tempi della storia del cristianesimo si prese uso di conservare memoria di coloro che morirono per causa della loro fede: i martiri. Ogni chiesa particolare aveva un suo martirologio, cioè un elenco di martiri; ben presto si diede importanza al giorno della loro morte, intesa come passaggio-nascita alla "nuova" vita eterna (detto per questo dies natalis), e si prese a commemorare il giorno della loro morte per celebrare la loro memoria, particolarmente nel luogo ove riposavano le loro spoglie.
I primi martirologi cristiani sono quello siriaco e quello attribuito a San Girolamo, che va sotto il nome di Martirologio geronimiano, cui seguì il Martirologio di Beda, ripreso da Floro di Lione e poi da Adone di Vienne, dal quale deriva il Martirologio di Usuardo. Dopo l'invenzione della stampa le edizioni del vecchio martirologio si moltiplicarono, sotto vari titoli quali Martyrologium secundum morem Romanae curiae, Martyrologium secundum morem Romanae Ecclesiae, Martyrologium secundum morem sacrosanctae Romanae et universalis Ecclesiae, e ad opera di diversi curatori, tra cui Alessandro Pellegrini nel 1560, Francesco Maurolico nel 1568 e Pietro Galesini (1520-1590) nel 1578. Quest'ultima edizione, con un corredo di annotazioni a parte, reca l'epistola dedicatoria a papa Gregorio XIII e il privilegio pontificio.
Gregorio XIII decise allora di unificare i vari martirologi in un solo elenco nel quale trovassero posto tutti i santi e i beati riconosciuti come tali dall'autorità della Chiesa cattolica: la revisione fu affidata dal cardinale Guglielmo Sirleto a Cesare Baronio, che la completò nel 1583, quando venne pubblicato il primo Martyrologium Romanum conforme al nuovo calendario. L'anno successivo fu pubblicata l'editio princeps, preceduta dal breve apostolico Emendato iam Kalendario, con cui Gregorio XIII soppresse tutti i martirologi precedenti ed estese l'obbligo del nuovo martirologio a tutta la Chiesa cattolica. Nel 1586 uscì l'edizione ampiamente annotata a cura dello stesso Cesare Baronio, con l'epistola dedicatoria a papa Sisto V. Successivamente vi furono apportate aggiunte e modifiche (le prime già nel 1593, 1602 e poi nel 1613) e furono realizzate nuove edizioni: fondamentali le revisioni volute dai papi Urbano VIII (1630), Clemente X (1673) e Benedetto XIV (1749).

## Edizioni recenti
La prima edizione dopo il Concilio Vaticano II è quella del 2001, in cui si è voluto non solo tener conto delle numerose canonizzazioni e beatificazioni intervenute specialmente durante il papato di Giovanni Paolo II, ma soprattutto fare una revisione secondo i criteri indicati dal Concilio. Il decreto Victoriam paschalem del 29 giugno 2001, con il quale la Congregazione per il culto divino e la disciplina dei sacramenti ha promulgato l'edizione latina del Martyrologium Romanum pubblicata nel 2001, recita: «A norma della Costituzione del Concilio ecumenico Vaticano II sulla sacra Liturgia Sacrosanctum Concilium, affinché "le Passioni e le Vite dei Santi siano restituite alla verità storica" (art. 92 c), occorre sottoporre i nomi dei Santi iscritti nel Martirologio e i loro stessi elogi al vaglio della disciplina storica ed esaminarli più accuratamente di quanto sia stato fatto in precedenza».
L'edizione 2001 conteneva 6 538 "elogi", ma 9 900 santi e beati, perché spesso, accanto al nome di un santo, si trova "e i suoi compagni". Il nome dei santi è accompagnato da una breve nota comprendente il luogo di morte, la qualifica di santo o beato, il titolo denotante il suo "status" ecclesiale (apostolo, martire, dottore della Chiesa (maestro della fede), missionario, confessore (testimone della fede), vescovo, papa, presbitero, vergine, coniuge, vedovo, figlio), l'attività e il carisma.
La più recente edizione è quella del 2004, che ha corretto errori tipografici e di altro genere dell'edizione 2001 e ha aumentato il numero degli "elogi" a 6 658 e dei "compagni" a 6 881.
- (LA) Martyrologium Romanum ex decreto sacrosancti oecumenici Concilii Vaticani II instauratum auctoritate Ioannis Pauli PP. II promulgatum, editio altera, Città del Vaticano, Typis Vaticanis, 2004  [2001], ISBN 88-209-7210-7.
- Martirologio Romano. Riformato a norma dei decreti del Concilio ecumenico Vaticano II e promulgato da papa Giovanni Paolo II (PDF), Città del Vaticano, Libreria editrice vaticana, 2004.
- Martirologio romano pubblicato per ordine del Sommo Pontefice Gregorio XIII, riveduto per autorità di Urbano VIII e Clemente X, aumentato e corretto nel 1749 da Benedetto XIV (PDF), quarta edizione italiana, Libreria editrice vaticana, 1955.